# Beethoven (série télévisée d'animation)
Pour les articles homonymes, voir Beethoven (homonymie).
Beethoven est une série télévisée d'animation américaine en 13 épisodes de 24 minutes, créée par Paul Germain et Roy Allen Smith et diffusée entre le 10 septembre 1994 et le 3 décembre 1994 sur le réseau CBS.
En France, la série a été diffusée entre le 20 novembre 1995 et le 30 juillet 2002 sur TF1 puis rediffusée entre le 3 mars 2003 et le 17 décembre 2003 sur Canal J.

## Synopsis
Beethoven est un Saint-Bernard malin mais trop dynamique ce qui provoque souvent d'énormes mais hilarantes catastrophes ! Cela n'empêche pas ses maîtres, la famille Newton (Georges le père, Alice la mère, Ted le fils, Rice la grande fille et Émilie la petite fille) de l'adorer malgré tout. Pour le suivre dans ses turbulentes aventures, il peut compter sur de nombreux amis à commencer par Huggy (ou M. Hugg) le cochon d'Inde de la famille ou ses compères canins Sparky (un bâtard sans maître), César (un dogue pas très futé) et Ginger (une chienne, Berger des Shetland).

## Voix françaises
- Patrick Préjean : Beethoven
- Bernard Tiphaine : Georges Newton et César
- Dominique Dumont : Alice Newton et Annie (Rice) Newton
- Natacha Gerritsen : Ted Newton, Émilie Newton et Ginger
- Gérard Surugue : Sparky
- Bernard Soufflet : Huggy

## Épisodes
1. Georges (Good Old George)
2. L'aventure (The Incredibly Pointless Journey)
3. L'expérience (The Experiment)
4. Un rêve de chien (Dog Dreams)
5. Les puces (Fleas!)
6. La fourrière (The Pound)
7. Le super doué (The Gopher Who Would Be King)
8. Le chien de garde (The Guard Dog)
9. Cyrano de Beethoven (Cyrano de Beethoven)
10. Le psychiatre (Pet Psychiatrist)
11. Patience, patience
12. Drôle de chien
13. Un chat appelé Médor (A Cat Named Rover)
14. Le chien au cornet (The Mighty Cone-Dog)
15. Le petit copain
16. Le chat (Cat Fight)
17. Le cirque (Mr. Huggs' Wild Ride)
18. Le journal (The Morning Paper)
19. Le régime (The Dog Must Diet)
20. Le courrier (The Mailman Cometh)
21. Le voyage
22. Le jardin d'enfants (The Kindergarten Caper)
23. Le recherché (Scent of a Mutt)
24. La ferme (Down on the Farm)
25. La voiture (Car Trouble)
26. Drôle d'île (Trash Island)

## Commentaires
- Basée sur les deux films Beethoven (1992) et Beethoven 2 (1993), la série animée Beethoven est une adaptation réussie et aussi humoristique.
- Ce dessin-animé est présenté par Ivan Reitman, le producteur du premier film.
- À noter que cinq autres films suivront encore : Beethoven 3 (2000), Beethoven 4 (2001), Beethoven et le trésor perdu (2003), Beethoven : Une star est née ! (2008), et Beethoven sauve Noël (2011).
- On soulignera que le personnage de Huggy est présenté comme un cochon d'Inde dans la version française alors qu'il s'agit d'un hamster dans la version originale.